# Litteraturåret 1977

## Händelser
- 1 juni – Lars Gyllensten tillträder som ständig sekreterare i Svenska Akademien efter Karl Ragnar Gierow.[1]
- 21 juni – pristagaren Herbert Achternbusch eldar upp prischecken efter mottagandet av Petrarcapriset och försvinner därefter från tillställningen i Arquà Petrarca
- 14 november – Svenska barnboksförfattaren Astrid Lindgrens 70-årsdag firas och hon mottas på Galleri Heland i Stockholm.[1]

### Okänt datum
- Cambridge Poetry Festival genomförs för andra gången.
- I Sverige startas Barnens bokklubb.

## Priser och utmärkelser
- Nobelpriset – Vicente Aleixandre, Spanien[2]
- ABF:s litteraturpris – Torgny Lindgren
- Aftonbladets litteraturpris – Lars Andersson
- Aniarapriset – Göran Palm
- Astrid Lindgren-priset – Kerstin Thorvall
- Bellmanpriset – Karl Ragnar Gierow
- Carl Emil Englund-priset – Gösta Friberg för Växandet
- De Nios Stora Pris – Sara Lidman
- De Nios Vinterpris – Maj-Britt Eriksson
- De Nios översättarpris – Bengt Jangfeldt
- Doblougska priset – Margareta Ekström, Sverige och Åsta Holth, Norge
- Eckersteinska litteraturpriset – Arne Gadd
- Elsa Thulins översättarpris – Björn Collinder
- Guldskeppet – Karl Ragnar Gierow[1]
- Gun och Olof Engqvists stipendium – Stig Claesson
- Landsbygdens författarstipendium – Bengt Bratt och Linnéa Fjällstedt
- Letterstedtska priset för översättningar – Caj Lundgren för översättningen av Saul Bellows Humbolts gåva
- Litteraturfrämjandets stora pris – Tove Jansson[1]
- Litteraturfrämjandets stora romanpris – Kerstin Ekman[1]
- Nils Holgersson-plaketten – Barbro Lindgren
- Nordiska rådets litteraturpris – Bo Carpelan, Finland för diktsamlingen I de mörka rummen, i de ljusa[1]
- Petrarca-Preis – Herbert Achternbusch (som tackade nej till priset)
- Prix Femina – Régis Debray
- Schückska priset – Kurt Aspelin
- Signe Ekblad-Eldhs pris – Lars Ardelius
- Stig Carlson-priset – Jacques Werup
- Svenska Akademiens stora pris – Ingmar Bergman
- Svenska Akademiens tolkningspris – Lennart Bruce
- Svenska Akademiens översättarpris – Caj Lundgren
- Svenska Dagbladets litteraturpris – Gerda Antti för Inte värre än vanligt
- Sveriges Radios Lyrikpris – Karl Vennberg
- Tidningen Vi:s litteraturpris – Barbro Backberger och Torgny Karnstedt
- Tollanderska priset – Nils Erik Wickberg
- Östersunds-Postens litteraturpris – Lars Lundkvist
- Övralidspriset – Ingrid Arvidsson

## Nya böcker

### A – G
- Antecknat, prosatexter och litterära arbetsanteckningar av Pär Lagerkvist
- Att vara Elvis av Maria Gripe
- Berättelser av Birgitta Trotzig
- Besittarna av Per Anders Fogelström
- Brottsförebyggarna av Bosse Gustafson
- Den farliga resan av Tove Jansson
- Den galopperande svensken av Sture Dahlström[3]
- Det rullande paradiset av Musikhuset i Borås, nuvarande Rockborgen
- Din tjänare hör av Sara Lidman[3]
- Duktig pojke av Inger Edelfeldt
- Dvärgen Gustaf av Bodil Malmsten
- Döden går på museum av Jan Mårtenson
- En världsbild av Jan Myrdal och Gun Kessle
- Egalias döttrar av Gerd Brantenberg
- Fallet Lillemor Holm av Per Gunnar Evander
- Gleipner av Lars Andersson
- Grottmannen av Sven Delblanc

### H – N
- Henrietta ska du också glömma av Stig Claesson
- I norra Europa av Sigrid Combüchen
- Inte skära bara rispa av Agneta Klingspor (debutroman)[3]
- Inte värre än vanligt av Gerda Antti[3]
- Intervjun av Torgny Lindgren
- Ismael av Klas Östergren
- Jaget och världen av Birgitta Trotzig
- Kina efter Mao Tsetung av Jan Myrdal
- Kommunister. Första boken av C.-H. Hermansson
- Legenden om Achille Paganinis besök i Vimmerby 1869 av Torgny Lindgren
- Listigt, Alfons Åberg! av Gunilla Bergström[4]
- Luffaren Svarta Hästen av Gunnar Harding
- Luftberusningen av Anne-Marie Berglund (diktsamling, debut)
- Morgonstjärnan av Sven Delblanc
- Mot Juutas, soldat av Martin Perne

### O – U
- Ordgärning av Bosse Gustafson
- Slutförbannelser av Elsa Grave
- Sommarmord av Lars Molin
- Starnberger See av Gunnar Harding
- Stenarna skola ropa av Ruth Rendell
- Sömnen av Ulf Lundell[3]
- Tal på Övralid (1969) av Lars Gyllensten
- Tennisspelarna av Lars Gustafsson[3]

### V – Ö
- Varsel av Stephen King
- Visst kan Lotta nästan allting av Astrid Lindgren[5]

## Födda
- 7 januari – Sofi Oksanen, finsk författare.
- 17 januari – Tag Eriksson, svensk skådespelare (pornografisk), modell och författare.
- 22 januari – Pär Thörn, svensk ljudkonstnär och författare.
- 31 augusti – Cornelius Jakhelln, norsk författare och litteraturkritiker.
- 15 september – Hanna Nordenhök, svensk dramatiker, poet och litteraturkritiker.

## Avlidna
- 14 januari – Anaïs Nin, 73, fransk-amerikansk författare.[1]
- 16 januari – Leif Panduro, 53, dansk författare.[1]
- 22 januari – Harriet Hjorth, 68, svensk författare.
- 27 februari – John Dickson Carr, 70, amerikansk deckarförfattare.[1]
- 11 april – Jacques Prévert, 77, fransk poet.
- 5 maj – Sonja Åkesson, 51, svensk författare.[1]
- 9 maj – James Jones, 55, amerikansk författare.[1]
- 2 maj – Vladimir Nabokov, 78, ryskfödd amerikansk författare.[1]
- 11 november – Dennis Wheayley, 80, brittisk thrillerförfattare.[1]

### Fotnoter
1. 1 2 3 4 5 6 7 8 9 10 11 12 13   Horisont 1977. Bertmarks
2. ↑  ”Nobelpriset i litteratur”. https://www.nobelprize.org/prizes/lists/all-nobel-prizes-in-literature/. Läst 20 mars 2011.
3. 1 2 3 4 5 6  Gradvall, Nordström, Nordström, Rabe, Jan, Björn, Ulf, Anina. Tusen svenska klassiker. Norstedts Förlagsgrup. Läst 12
4. ↑  ”Alfons Åberg”. Arkiverad från originalet den 8 december 2012. https://web.archive.org/web/20121208044934/http://www.alfons.se/fakta_bok_alfons.asp. Läst 21 mars 2011.
5. ↑  ”Astrid Lindgren”. http://www.astridlindgren.se/verken/bocker/bilderbocker. Läst 21 mars 2011.